# Buket Meuh
Buket Meuh is een bestuurslaag in het regentschap Aceh Selatan van de provincie Atjeh, Indonesië. Buket Meuh telt 209 inwoners (volkstelling 2010).